# Sitapur (distrikt)
Sitapur (hindi: सीतापुर ज़िला, urdu: ستا پور ضلع) er et distrikt i den indiske delstat Uttar Pradesh. Distriktets hovedstad er Sitapur.

## Demografi
Ved folketællingen i 2011 var der 4,474,446 indbyggere i distriktet, mod 3,619,661 i 2001. Den urbane befolkningen udgjør 11,84 % af befolkningen.
Børn i alderen 0 til 6 år udgjorde 16,38 % i 2011 mod 19,71 % i 2001. Antallet af piger i den alder per tusinde drenge er 936 i 2011.